# 武昌船舶重工集団
武昌船舶重工集団有限公司（ぶしょうせんぱくじゅうこうしゅうだん-ゆうげんこうし）は中華人民共和国武漢市武昌区に立地する造船会社。国有持株会社の中国船舶重工集団公司（CSIC）の上場中間持株会社である中国船舶重工股份有限公司の子会社。

## 概要
華中地域最大の造船会社。主に通常動力潜水艦、小型水上戦闘艦などの艦艇や巡視船等の公船、8000DWT以下の各種商船の建造および土木建築向け鉄骨の製作を手掛ける。軍需の比率が高い。
艦艇は、60年代以降、03型潜水艦、033型潜水艦を建造し、70年代に入ると035型潜水艦を建造するようになる。80年代には033型の改良型である対艦ミサイルを搭載する武漢A型潜水艦を試験的に建造する。90年代以降は、039型潜水艦、039A型潜水艦、032型潜水艦を建造してきた。これらの通常動力潜水艦以外にも、玉亭II型揚陸艦、T-43掃海艇、大地型情報収集船などを建造してきた。2010年代になると、056型コルベットも建造するようになった。
商船は、各種浚渫船、潜水作業母船、タグボートなどの作業船の建造を得意とする。
施設は10基の陸上建造船台（うち6基は屋根付き）および1基のスリップウェーから成り、船舶はトラバーサーを使用して水平移動される。
2013年の建造量は246,536DWT、建造量国内シェア0.5%で48位であった。

## 沿革
- 1934年、南京国民政府経営の「武昌造船廠」として創立。
- 1953年、中華人民共和国の国営造船廠となる。
- 1971年7月、033型の一番艦「233号」が進水。
- 1975年、035型一番艦「341号」および二番艦「342号」が進水。
- 1980年、対艦ミサイルYJ-8の水上発射用発射機を搭載する033型の改造型である武漢A型「351号」を起工する。
- 1984年、企業改革。
- 1996年、政府から輸出貿易権を得る。
- 1998年、中国船舶重工集団（CSIC）の傘下企業となる。
- 1999年、039型の一番艦を建造完成させ、以降も国内製造される通常動力潜水艦の039型、039A型、032型の建造に継続的に関わっている。
- 2011年、親会社のCSICは、業務部門を「武昌船舶重工集団有限公司」として分離し、上場中間持株会社の中国船舶重工股份有限公司の傘下に置いた。
- 2013年、親会社のCSICは、残された経営部門を中間持株会社「武漢武船投資控股有限公司」としてCSIC直轄に置く。
- 2013年、056型コルベットの「梅州」を完成させ、以後同艦を含め2016年末までに6隻を建造した。
- 2024年、朝日新聞は、造船所付近で建造中の攻撃型原子力潜水艦が沈没したことを明らかにした[5]。ただし、引用しているウォール・ストリート・ジャーナルでのアメリカの当局者の発言は｢放射能漏れを調査した形跡は無い｣、｢隠蔽してもそれは驚くことではない｣などで、沈没を肯定も否定もしていない[6]。沈没云々に関しては記事内のshugart氏がXアカウントで投稿した衛星画像による推測である。

## 子会社
- 武漢武船重型装備工程有限責任公司
- 双柳武船重工有限責任公司
- 武漢武船機電設備有限責任公司
- 青島武船重工有限公司